# (27502) Stephbecca
(27502) Stephbecca (2000 GR137) – planetoida z pasa głównego asteroid okrążająca Słońce w ciągu 4,87 lat w średniej odległości 2,87 j.a. Odkryta 3 kwietnia 2000 roku.